# Michelle Kearley
Michelle Kearley ist eine ehemalige australische Kinderdarstellerin. Sie spielte im Jahr 1988 neben Radha Mitchell, die Pixie Robertson verkörperte, Molly Wilson, eine der beiden Hauptrollen in der 20-teiligen australischen Kinderserie Wie Hund und Katze. Im gleichen Jahr war sie ab Folge 838 in sieben Folgen der australischen Seifenoper Nachbarn in der wiederkehrenden Rolle der Jessie Ross zu sehen.